# Teatro das Bacabeiras
O Teatro das Bacabeiras  é um teatro brasileiro localizado no centro de Macapá. É o mais novo teatro dentre as capitais nortistas
Atualmente é um dos maiores símbolos da capital amapaense, servindo de recanto cultural de artes e lazer para toda a região.